# Scott Hull

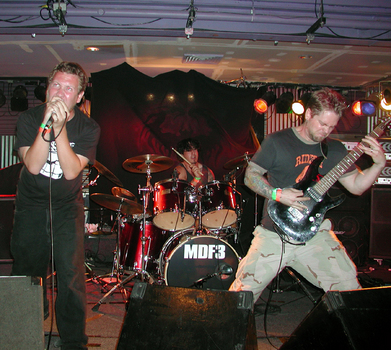
Scott Hull (Gitarre) mit Pig Destroyer

Scott Hull (* 1971 oder 1972) ist ein amerikanischer Gitarrist, Musikproduzent und Toningenieur. Er ist Mitbegründer der Grindcore-Bands Pig Destroyer und Agoraphobic Nosebleed. Daneben arbeitet er als Toningenieur in seinem eigenen Tonstudio Visceral Sounds in Bethesda, Maryland für Bands, die bei Relapse Records unter Vertrag stehen, wie Baroness oder Kylesa.

## Leben
Scott Hull wurde 1971 oder 1972 als Sohn eines Offiziers der United States Air Force geboren. Als er sieben Jahre alt war, kauften seine Eltern ihm eine Akustikgitarre des amerikanischen Herstellers Hondo. Sein Vater weckte das Interesse Hulls an Musik, hörte mit ihm zusammen die Alben der Beatles und nahm ihn mit auf Konzerte von AC/DC und Judas Priest. Hulls Eltern ließen sich scheiden, als er zehn Jahre alt war. In der Mittelschule begann er, sich für Punk und Untergrund-Metal zu interessieren, ließ seine Haare wachsen und experimentierte mit Alkohol und anderen Drogen. Daraufhin schickten seine Mutter und sein Stiefvater ihn in ein Internat in New York City, danach schrieb Hull sich am Lynchburg College in Lynchburg, Virginia, ein. Nach dem Abschluss wechselte er zum Boston College, wo er als wissenschaftlicher Assistent an seinem Doktor in Physik arbeitete. Unzufrieden mit seiner Anstellung und dem Jahresgehalt von 12000 USD wechselte er Ende der 1990er Jahre als Datenbankentwickler und Systemadministrator in die IT-Abteilung von Lockheed Martin. 1998 lernte er Lisa Scappa kennen, eine Personalvermittlerin, acht Monate später heirateten sie. Mitte der 2000er Jahre wurde der gemeinsame Sohn Preston geboren. Scott Hull lebt mit seiner Familie in Bethesda, Maryland, und arbeitet als Datenbankspezialist für die Regierung.

## Wirken
Scott Hull hatte keinen professionellen Gitarrenunterricht. Während seiner Zeit am Lynchburg College Ende der 1980er Jahre spielte er gemeinsam mit dem Sohn des Internatsleiters in einer Rock-Band, die Stücke der klassischen und zeitgenössischen Rockmusik coverte. 1991 gründete er die Gruppe Head in the Picklejar, die bis 1995 bestand. Über Greg Heiman, Manager von Anal Cunt, kam der Kontakt zu dieser Band zustande, mit ihnen nahm Hull deren 1996er Album 40 More Reasons to Hate Us auf. Bereits 1994 hatte er die Grindcore-Band Agoraphobic Nosebleed gegründet und einige Demos und Splits veröffentlicht, 1998 erschien das erste Studioalbum. 1997 gründete Hull Pig Destroyer, deren erstes Studioalbum ebenfalls 1998 erschien. Der kommerzielle Durchbruch gelang Hull, nachdem Pig Destroyer im Jahr 2000 von Relapse Records unter Vertrag genommen wurde. Seit 1995 betreibt Hull gemeinsam mit Jay Randall, Sänger von Agoraphobic Nosebleed, das Industrial-/Noise-Projekt Japanese Torture Comedy Hour.
Hull verfügt in seinem Haus in Bethesda über ein vollständig eingerichtetes Tonstudio, in dem er die Alben seiner Bands produziert. Nebenbei ist er in diesem Visceral Sound genannten Studio als Toningenieur für Bands tätig, die bei Relapse Records unter Vertrag stehen. 2008 erschien ein Soloalbum mit dem Titel Requiem, das ebenso wie die zwei EPs Audiofilm I (2008) und Audiofilm II (2010) der elektronischen Musik zuzuordnen ist.

## Equipment
Scott Hull spielt ein Instrument des Herstellers Jackson Guitars mit Tonabnehmern von EMG.

## Diskografie
mit Anal Cunt
- 40 More Reasons to Hate Us (Earache Records, 1996)

mit Agoraphobic Nosebleed
- siehe Agoraphobic Nosebleed#Diskografie

mit Japanese Torture Comedy Hour
- 50,000 Elvis Fans Can't Be Wrong (RRRecords, 1996)
- Recycled Music (RRRecords, 1998)
- Voltage Monster (Relapse Records, 2008)

mit Pig Destroyer
- siehe Pig Destroyer#Diskografie

Solo
- Requiem (Relapse Records, 2008)
- Audiofilm I (EP, Crucial Blast, 2008)
- Audiofilm II (EP, Crucial Blast, 2010)